# Polypodium × pinnatisectum
Polypodium × pinnatisectum là một loài dương xỉ trong họ Polypodiaceae. Loài này được Brade L.D. Gómez mô tả khoa học đầu tiên năm 1976.